# Władysław Strumiło

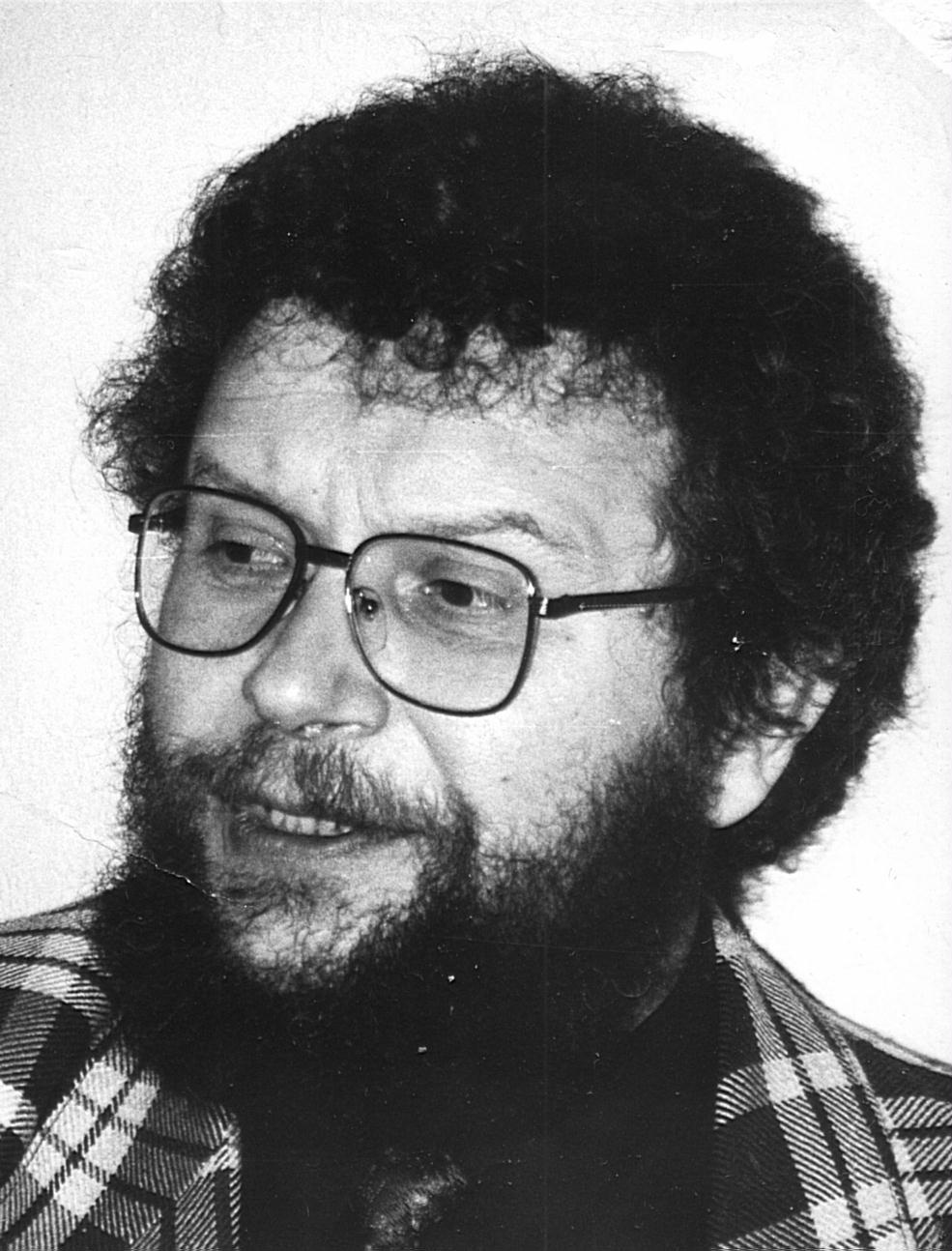
Władysław Strumiło

Władysław Strumiło (ur. 9 sierpnia 1949 we wsi Słobódka w pobliżu Ostrowca na Białorusi, zm. 30 sierpnia 1996 w Ostrowcu na Białorusi) – polski dziennikarz i tłumacz działający na Litwie.

## Życiorys
Po ukończeniu z wyróżnieniem szkoły średniej w Ostrowcu, w latach 1967-1972 studiował w Mińsku w Instytucie Języków Obcych uzyskując dyplom tłumacza-referenta języka niemieckiego i angielskiego. Bezpośrednio po studiach, w latach 1972-1973 pracował jako tłumacz na budowie elektrowni atomowej w Greifswaldzie na terenie ówczesnego NRD. Następnie w latach 1973-1981 pracował w Wilnie w polskojęzycznym dzienniku „Czerwony Sztandar”. Następnie w latach 1981-1992 pracował w Państwowym Radiu Litewskim w redakcji przygotowującej audycję w języku polskim. Od roku 1988, kiedy dotychczasowy kierownik Romuald Mieczkowski zaczął pracę w litewskiej telewizji, Strumiło został kierownikiem polskiej redakcji. Po wymuszonym odejściu z radia pracował także na Uniwersytecie Polskim w Wilnie i Wileńskiej Pomaturalnej Szkole Rolniczej, gdzie wykładał język niemiecki. Równolegle przygotowywał wiele tłumaczeń z języka niemieckiego. W latach 1995–1996 był redaktorem naczelnym tygodnika Związku Polaków na Litwie „Nasza Gazeta”.
W końcu lat 80. XX w. znalazł się w dwunastoosobowej grupie osób, które w dniu 5 maja 1988 roku zainicjowały powołanie Stowarzyszenia Społeczno-Kulturalnego Polaków na Litwie (SSKPL). Po przekształceniu SSKPL w Związek Polaków na Litwie (ZPL) był członkiem Zarządu Głównego ZPL.
W ramach pracy dziennikarskiej zajmował się między innymi pisaniem reportaży z terenu szeroko pojętej Wileńszczyzny, które publikował w cyklu „Tu była Polska”. Na IV Światowym Forum Mediów Polonijnych w Tarnowie otrzymał główną nagrodę za wspomniany cykl. Po jego śmierci teksty te zebrano razem i opublikowano w ramach Biblioteki „Magazynu Wileńskiego”.
Zmarł 30 sierpnia 1996 roku w Ostrowcu na Białorusi, został pochowany na cmentarzu w Słobódce.